# Robina Ssentongo
Robina Ssentongo (falecida a 18 de dezembro de 2020) foi uma política do Uganda.

## Biografia
Ela foi um membro do Parlamento de Uganda de 2016 a 2020, representando Kyotera pelo Partido Democrático. Faleceu devido a COVID-19 aos 58 anos.